# جائزة جوسي للسلام
جائزة جوسي للسلام هي جائزة خاصة، مقدمة من مؤسسة جائزة جوسي للسلام ومقرها مانيلا عاصمة الفلبين. تُمنح جائزة جوسي للسلام لتكريم الأفراد والمنظمات الذين يساهمون في السلام العالمي والتقدم من خلال مجموعة واسعة من المجالات. تقام احتفالات توزيع الجوائز سنويًا في مدينة مانيلا بالفلبين يوم الأربعاء الرابع من شهر نوفمبر.
يشار إلى جائزة جوسي للسلام في الإعلان الرئاسي رقم 1476، الذي وقعته رئيسة الفلبين غلوريا ماكاباغال أرويو في 17 مارس 2008، حيث أعلن كل أربعاء من شهر نوفمبر «يوم الصداقة الدولي لجائزة جوسي للسلام».
تم تأسيس جائزة جوسي للسلام من قبل رئيسها الحالي ، السيد جوسي باري في عام 2002. والسبب وراء إنشاء جائزة السلام هذه هو استمرار إرث الأجداد، بالإضافة إلى تكريم خاص للكابتن خيميانو خافيير جوسي (الحرب العالمية الثانية) الذي أصبح فيما بعد سياسيًا وناشطًا في مجال حقوق الإنسان في الفلبين.

## خلفية
مؤسسة جائزة جوسي للسلام هي منظمة غير ربحية وعلمانية. وهي مسجلة لدى لجنة الأوراق المالية والبورصات (الفلبين). تعترف المؤسسة بإنجازات مختلف الأفراد في مجموعة واسعة من المجالات بما في ذلك حقوق الإنسان والسلام والوئام المجتمعي والصحة والتعليم والثقافة والسياسة والإنسانية.